# Nuevo San Carlos (Retalhuleu)
Nuevo San Carlos (en referencia al poblado de San Carlos Sija)[cita requerida] es un municipio del departamento de Retalhuleu de la región sur-occidente de la República de Guatemala. El municipio se encuentra en el límite de la parte norte del departamento de Retalhuleu. Celebra su fiesta patronal el 4 de noviembre en honor a su patrono San Carlos Borromeo y su feria titular el 2 de enero en honor a su patrona la Virgen de la Concepción.
El poblado que es ahora la cabecera municipal fue fundado en 1879 por el gobierno del general Justo Rufino Barrios, quien también lo integró al municipio de «Morazán», el cual fue creado como tal en 1881, aunque luego fue convertido en el municipio de «Franklin» en 1882.

## División política
El municipio está dividido en: 1 pueblo, 2 colonias urbano marginales, 8 aldeas, 2 caseríos, 24 fincas, 4 lotificaciónes y 4 parcelamientos.
| Categoría | Listado                                                                                       |
| --------- | --------------------------------------------------------------------------------------------- |
| Aldeas    | - Granados - Barrios - La libertad - San José Montufa - Morazán - Versalles - Jerez - Cabañas |
| Caseríos  | 1. Los López (Aldea Jerez ) 2. Santa Agustina (Aldea la Libertad)                             |

## Geografía física

### Clima
La cabecera municipal de Retalhuleu tiene clima tropical (Clasificación de Köppen: Aw).
| Parámetros climáticos promedio de Retalhuleu | Parámetros climáticos promedio de Retalhuleu | Parámetros climáticos promedio de Retalhuleu | Parámetros climáticos promedio de Retalhuleu | Parámetros climáticos promedio de Retalhuleu | Parámetros climáticos promedio de Retalhuleu | Parámetros climáticos promedio de Retalhuleu | Parámetros climáticos promedio de Retalhuleu | Parámetros climáticos promedio de Retalhuleu | Parámetros climáticos promedio de Retalhuleu | Parámetros climáticos promedio de Retalhuleu | Parámetros climáticos promedio de Retalhuleu | Parámetros climáticos promedio de Retalhuleu | Parámetros climáticos promedio de Retalhuleu |
| Mes                                          | Ene.                                         | Feb.                                         | Mar.                                         | Abr.                                         | May.                                         | Jun.                                         | Jul.                                         | Ago.                                         | Sep.                                         | Oct.                                         | Nov.                                         | Dic.                                         | Anual                                        |
| -------------------------------------------- | -------------------------------------------- | -------------------------------------------- | -------------------------------------------- | -------------------------------------------- | -------------------------------------------- | -------------------------------------------- | -------------------------------------------- | -------------------------------------------- | -------------------------------------------- | -------------------------------------------- | -------------------------------------------- | -------------------------------------------- | -------------------------------------------- |
| Temp. máx. media (°C)                        | 32.2                                         | 32.2                                         | 33.8                                         | 32.9                                         | 32.9                                         | 31.9                                         | 32.1                                         | 32.2                                         | 30.7                                         | 30.5                                         | 30.6                                         | 30.6                                         | 31.9                                         |
| Temp. media (°C)                             | 25.4                                         | 25.6                                         | 27.4                                         | 27.0                                         | 27.6                                         | 26.9                                         | 27.1                                         | 27.0                                         | 26.0                                         | 25.6                                         | 25.3                                         | 24.7                                         | 26.3                                         |
| Temp. mín. media (°C)                        | 18.7                                         | 19.1                                         | 21.0                                         | 21.1                                         | 22.3                                         | 22.0                                         | 22.1                                         | 21.8                                         | 21.3                                         | 20.7                                         | 20.1                                         | 18.8                                         | 20.8                                         |
| Precipitación total (mm)                     | 12                                           | 17                                           | 46                                           | 130                                          | 362                                          | 527                                          | 439                                          | 419                                          | 563                                          | 490                                          | 126                                          | 23                                           | 3154                                         |
| Fuente: Climate-Data.org                     |                                              |                                              |                                              |                                              |                                              |                                              |                                              |                                              |                                              |                                              |                                              |                                              |                                              |

### Ubicación geográfica
Se encuentra a una distancia de 13 kilómetros de la cabecera departamental Retalhuleu y a 186 kilómetros de la capital Ciudad de Guatemala. Sus colindancias son:
- Sur: Retalhuleu, municipio y cabecera del departamento de Retalhuleu
- Oeste: El Asintal, municipio del departamento de Retalhuleu y Colomba, municipio del departamento de Quetzaltenango
- Este: San Felipe, municipio del departamento de Retalhuleu y El Palmar municipio del departamento de Quetzaltenango
- Norte: El Palmar y Colomba municipios del departamento de Quetzaltenango.
- Sureste San Felipe municipio del departamento de Retalhuleu
- Suroeste El Asintal municipio del departamento de Retalhuleu

|                       | Norte: Colomba El Palmar. |                      |
| Oeste: Colomba.       |                           | Este: El Palmar.     |
| Suroeste: El Asintal. | Sur: Retalhuleu.          | Sureste: San Felipe. |

## Gobierno municipal
Los municipios se encuentran regulados en diversas leyes de la República, que establecen su forma de organización, lo relativo a la conformación de sus órganos administrativos y los tributos destinados para los mismos.  Aunque se trata de entidades autónomas, se encuentran sujetas a la legislación nacional. Las principales leyes que rigen a los municipios en Guatemala desde 1985 son:
| N.º | Ley                                                | Descripción |
| --- | -------------------------------------------------- | --- |
| 1   | Constitución Política de la República de Guatemala | Tiene una regulación legal específica para los municipios en los artículos 253 al 262. |
| 2   | Ley Electoral y de Partidos Políticos              | Ley de carácter constitucional aplicable a los municipios en el tema de la conformación de sus autoridades electas. |
| 3   | Código Municipal                                   | Decreto 12-2002 del Congreso de la República de Guatemala. Tiene la categoría de ley ordinaria y contiene preceptos generales aplicables a todos los municipios, e inclusive contiene legislación referente a la creación de los municipios.             |
| 4   | Ley de Servicio Municipal                          | Decreto 1-87 del Congreso de la República de Guatemala. Regula las relaciones entra la municipalidad y los servidores públicos en materia laboral. Tiene su base constitucional en el artículo 262 de la constitución que ordena la emisión de la misma. |
| 5   | Ley General de Descentralización                   | Decreto 14-2002 del Congreso de la República de Guatemala. Regula el deber constitucional del Estado, y por ende del municipio, de promover y aplicar la descentralización y desconcentración económica y administrativa.                                |

El gobierno de los municipios de Guatemala está a cargo de un Concejo Municipal mientras que el código municipal —que tiene carácter de ley ordinaria y contiene disposiciones que se aplican a todos los municipios de Guatemala— establece que «el concejo municipal es el órgano colegiado superior de deliberación y de decisión de los asuntos municipales […] y tiene su sede en la circunscripción de la cabecera municipal». Por último, el artículo 33 del mencionado código establece que «[le] corresponde con exclusividad al concejo municipal el ejercicio del gobierno del municipio».
El concejo municipal se integra con el alcalde, los síndicos y concejales, electos directamente por sufragio universal y secreto para un período de cuatro años, pudiendo ser reelectos.
Existen también las Alcaldías Auxiliares, los Comités Comunitarios de Desarrollo (COCODE), el Comité Municipal del Desarrollo (COMUDE), las asociaciones culturales y las comisiones de trabajo. Los alcaldes auxiliares son elegidos por las comunidades de acuerdo a sus principios, valores, procedimientos y tradiciones, estos se reúnen con el alcalde municipal el primer domingo de cada mes. Los Comités Comunitarios de Desarrollo y el Consejo Municipal de Desarrollo tiene como función organizar y facilitar la participación de las comunidades priorizando necesidades y problemas.

## Historia

### Tras la Independencia de Centroamérica
La constitución del Estado de Guatemala promulgada el 11 de octubre de 1825 —y no el 11 de abril de 1836, como numerosos historiadores han reportado incorrectamente — creó los distritos y sus circuitos correspondientes para la administración de justicia según el Código de Lívingston traducido al español por José Francisco Barrundia y Cepeda; Retalhuleu era parte del Circuito de Mazatenango en el Distrito N.º11 (Suchitepéquez), junto con el propio Mazatenango, Samayac, San Lorenzo, San Gabriel, Santo Domingo, Sapotitlán, San Antonio Suchitepéquez, San Bernardino y Santo Tomás.

### Época independiente: departamento Sololá-Suchitepéquez
El Estado de Guatemala fue definido de la siguiente forma por la Asamblea Constituyente de dicho estado que emitió la constitución del mismo el 11 de octubre de 1825: «el estado conservará la denominación de Estado de Guatemala y lo forman los pueblos de Guatemala, reunidos en un solo cuerpo.  El estado de Guatemala es soberano, independiente y libre en su gobierno y administración interior.»
En 1825, la región que ocupa el moderno departamento de Retalhuleu fue parte del departamento de Sololá/Suchitepéquez, cuya cabecera era Sololá e incluía a los municipios Joyabaj, Quiché, Atitlán, Suchitepéquez y Cuyotenango.
En 1825 el estado de Guatemala también fue dividido en once distritos para la impartición de justicia, y Retalhuleu fue el N.º11, contando con cuatro circuitos:
| N.º | Circuito    | Poblados |
| --- | ----------- | --- |
| 1   | Mazatenango | - Mazatenango - Samayaque - San Lorenzo - San Gabriel - Santo Domingo - Retalhuleu - San Antonio Suchitepéquez - San Bernardino - Sapotitlán - Santo Tomás                                       |
| 2   | Cuyotenango | Cuyotenango, San Andrés Villa Seca, San Martín y San Felipe |
| 3   | Retalhuleu  | San Antonio Retalhuleu, San Sebastián, Santa Catarina, Guamuchal, Sanjón de Ocoz y Naranjo. |
| 4   | Atitlán     | - Atitlán - Tolimán - San Pedro La Laguna - Santa Clara - la Visitación - San Pablo - San Marcos - San Miguelito - Patulul - San Juan de los Leprosos - Santa Bárbara de La Grande y La Costilla |

El Estado de Guatemala fue definido de la siguiente forma por la Asamblea Constituyente de dicho estado que emitió la constitución del mismo el 11 de octubre de 1825: «el estado conservará la denominación de Estado de Guatemala y lo forman los pueblos de Guatemala, reunidos en un solo cuerpo.  El estado de Guatemala es soberano, independiente y libre en su gobierno y administración interior».
La constitución del Estado de Guatemala promulgada el 11 de octubre de 1825 también estableció los circuitos para la administración de justicia en el territorio del Estado y menciona que Retalhuleu era la sede del Circuito del mismo nombre en el Distrito N.º 11 (Suchitepéquez), junto con Samayaque, San Lorenzo, San Gabriel, Santo Domingo, Retalhuleu, San Antonio Suchitepéquez, San Bernardino, Sapotitlán y Santo Tomás.

### El efímero Estado de Los Altos
Durante la colonia española, y culminando con la administración del gobierno del Dr. Mariano Gálvez, los criollos y ladinos de Los Altos tenían resentimiento contra los comerciantes de la Ciudad de Guatemala —los miembros del Clan Aycinena—, quienes monopolizaban el comercio y se oponían rotundamente a la construcción de un puerto en el Pacífico y de una carretera que le sirviera a Los Altos para comerciar con países extranjeros directamente. Por su parte, los indígenas eran muy religiosos y miraban con recelo las políticas laicas impulsadas por el gobierno liberal de Gálvez, gracias a la labor de los curas párrocos que les decían que esas políticas iban en contra la religión.
A partir del 3 de abril de 1838, cuando ya estaba colapsando el gobierno de Gálvez, el área de Retalhuleu fue parte de la región que formó el efímero Estado de Los Altos, el cual fue autorizado por el Congreso de la República Federal de Centro América el 25 de diciembre de ese año forzando a que el Estado de Guatemala se reorganizara en siete departamentos y dos distritos independientes el 12 de septiembre de 1839:
- Departamentos: Chimaltenango, Chiquimula, Escuintla, Guatemala, Mita, Sacatepéquez, y Verapaz
- Distritos: Izabal y Petén[11]

Pero tras varios combates, el general guatemalteco Rafael Carrera recuperó el territorio de Los Altos para Guatemala e impuso un régimen duro y hostil para los liberales altenses, pero bondadoso para los indígenas de la región —derogando el impuesto personal— y para los eclesiásticos restituyendo los privilegios de la religión católica; llamando a todos los miembros del cabildo criollo les dijo tajantemente que se portaba bondadoso con ellos por ser la primera vez que lo desafiaban, pero que no tendría piedad si había una segunda vez. El 26 de febrero de 1840 el gobierno de Guatemala colocó a Los Altos bajo su autoridad y el 13 de agosto nombró al corregidor de la región, el cual servía también como comandante general del ejército y superintendente.

### Tras la Reforma Liberal
Tras la Revolución Liberal de 1871, el área se designó con el nombre de municipio de «Morazán», en honor al caudillo liberal Francisco Morazán que había sido derrotado por Rafael Carrera en 1840;  comprendía el centro de lo que se conocía como «Reducción Agrícola de la Costa Cuca», Comisión Política, «Reducción Agrícola de Saquichillá» y «Reducción Agrícola de Chuvá», o sea la extensión superficial que en la actualidad ocupan aproximadamente los municipios de Flores Costa Cuca, Colomba Costa Cuca, Génova, El Asintal y Nuevo San Carlos.

### Acuerdo de creación del municipio
El municipio de Morazán fue formado por el acuerdo del 11 de junio de 1881:
| Examinadas las diligencias que el alcalde y vecinos del cantón de San Antonio en la Costa Cuca dirigieron a la Jefatura Política de Quezaltenango, a efecto de que dicho lugar se erija en distrito municipal con el nombre de Morazán y tomando en consideración el número de habitantes del mencionado cantón, así como la falta que hay de una autoridad que administre justicia, se dispone la creación del nuevo municipio. |

El acuerdo gubernativo del 10 de abril de 1882 del gobierno de Justo Rufino Barrios dispuso suprimir el municipio de Morazán y erigir otro al que se designaba «Franklin», como parte de la política de Reforma Agraria de su gobierno, y que consistía en la expropiación de tierras comunales de indígenas: 
| Examinadas las diligencias relativas a la solicitud que la municipalidad y vecinos del pueblo de Morazán han formulado para que se suprima dicho municipio y se erija en la finca nombrada Las Marías; y para que se autorice a la Corporación a fin de poder enajenar el terreno que le pertenece como ejido; Considerando: - Que, según informa el Jefe Político del departamento de Quezaltenango, el lugar en que el expresado pueblo está ubicado no es aparente para ese objeto. - Que la finca Las Marías reúne condiciones ventajosas para que en ella se establezca un municipio independiente. - Que la enajenación del ejido es útil y necesaria, una vez que trasladándose la población a otro punto, no será aprovechado por los vecinos y su producto podrá emplearse en mejorar el nuevo pueblo; El Presidente de la República, con vista de la consulta emitida por el Ministerio Fiscal, Acuerda: 1. Suprimir el municipio de Morazán 2. Crear otro distrito municipal que se denominará «Franklin», y que comprenderá las aldeas de que aquel se componía, cuya cabecera estará en el paraje de la finca mencionada, en que actualmente se encuentran la Comandancia Local y demás oficinas públicas; y 3. Autorizar al Jefe Político de Quezaltenango para que, previa la medida y avalúo respectivos, proceda a enajenar el ejido en pública subasta, por lotes o de la manera más favorable, debiendo conservarse su precio en la Administración de Rentas de aquel departamento a fin de que, en su oportunidad, se invierta en las obras que el Gobierno designe para mejorar el nuevo municipio. Comuníquese. Recopilación de la Leyes de la República de Guatemala, 1881-1883 |